# ساتسوکی میورا
ساتسوکی میورا (انگلیسی: Satsuki Miura؛ زادهٔ ۱۶ ژوئن ۱۹۹۶) بازیکن فوتبال اهل ژاپن است.